# Сайракс
Сайракс (англ. Cyrax; кодове ім'я — LK-4D4) — персонаж серії Mortal Kombat, вперше з'явився в третій частині. За сюжетом є другим прототипом кіборгів клану Лін Квей. Сайракс був запрограмований на пошук та знищення Саб-Зіро, проте пізніше став боротися на боці добра за Земне Царство.

## Створення
Спочатку Mortal Kombat 3 мав з'явитися один персонаж Кібер-ніндзя, але потім творці вирішили збільшити кількість роботів у грі і перефарбували початковий спрайт в різні кольори. До того як Сайракс отримав своє остаточне ім'я, розробники прозвали його «Гірчицею» через жовте забарвлення.

## Поява
Сайракс дебютував у Mortal Kombat 3 як член Лін Квей разом із Саб-Зіро, Сектором та Смоуком. Клан проводить програму кібернетизації, перетворюючи своїх членів на кіборгів-вбивць. Саб-Зіро відмовляється ставати роботом, за що старійшини доручили його вистежити і вбити. На завдання відправляють Сайракса разом із Сектором та Смоуком, проте під час вторгнення імператора Зовнішнього світу Шао Кана до Земного Царства Саб-Зіро захоплює жовтого кіборга та перепрограмує його. У Mortal Kombat Gold (2000) після поразки Шинока, Соня та Джакс приводять Сайракса до своєї штаб-квартири, де відновлюють його людяність. На знак подяки колишній кіборг приєднується до загону як розвідник Земного Царства. У відеогрі Mortal Kombat: Deadly Alliance Сайракс зустрічає вампіра Нітару, яка пропонує допомогти йому повернутися додому в обмін на пошук яйця Короля Драконів. Герой виконує свою частину угоди і вирушає назад у Земне Царство.
У перезавантаженні серії 2011 року Сайракс бере участь у турнірі Mortal Kombat, організатором якого виступає Шан Цзун. Чаклун щедро платить за те, щоб члени Лін Квей змагалися та вбивали бійців Земного Царства. Сектор палко підтримує план клану з роботизації своїх членів, а Сайракс навпаки, оскільки не хоче відмовлятися від своєї людяності. Вони б'ються після того, як Сайракс відмовляється вбити Джонні Кейджа у бою. Проте пізніше жовтого бійця насильно трансформують. Коли Шао Кан починає вторгнення в Земне Царство, Сайракс та інші кіборги клану Лін Квей допомагають йому, але згодом зазнають поразки від Нічного Вовка.
Сайракс з'являється у Mortal Kombat 11 як неігровий персонаж, проте бере участь у сюжеті. Кроніка перенесла померлих персонажів у нову тимчасову шкалу. Сайракс намагається перешкодити Саб-Зіро та Скорпіонові проникнути на фабрику Кібер-Лін Квей, але його старання закінчуються провалом і його програма відключається. Повернувши собі подобу людини, Сайракс з жахом усвідомлює, що став машиною, через що згодом пожертвував собою задля знищення фабрики.
У Mortal Kombat 1 з'являється як камео-персонаж, у сюжеті не бере участі.
Сайракс з'являється в одному з епізодів веб-серіалу 2011 року Mortal Kombat: Legacy, його грає Шейн Воррен Джонс. Він та Сектор трансформуються в секретній штаб-квартирі Лін Квей під керівництвом Кано.

## Критика та відгуки
У 2011 році Смоук та Сектор зайняли перше місце в списку сайту Games Radar «Найбільш смертоносних ігрових машин». Журнал Complex поставив його на четверте місце серед «Найкрутіших роботів у відеоіграх» від 2012 року. У тому ж році сайт UGO помістив його на 25-е місце у списку п'ятдесяти найкращих персонажів серії.